# Lingua Ignota
Lingua Ignota (с латыни: «неизвестный язык») — один из первых искусственных языков, описанный в XII в. аббатисой Хильдегардой Бингенской. Частично описан в трактате Хильдегарды «Lingua Ignota per simplicem hominem Hildegardem prolata», дошедшем до нас в двух манускриптах, датируемых приблизительно 1200 г.; это Висбаденский кодекс и Берлинский манускрипт. Описание представляет собой глоссарий из 1011 слов (большей частью существительных, но с включением немногих прилагательных), данных в «иерархическом» порядке — в начале следуют слова для Бога, ангелов и святых — с толкованиями преимущественно на латыни и в меньшей степени на немецком языке. В глоссарии можно обнаружить следы словообразования путём словосложения (Scirizin — сын, Nilz-sciriz — крёстный сын; Maiz — мать, Nilz-maiz — крёстная мать и пр.; Oir — ухо, Oir-unguizol — ушная сера, Oir-clamisil — мочка уха; Luz-eia — глаз, Luz-pomphia — глазное яблоко, Luz-crealz — глазная орбита, Luz-iliet — ресница, Luz-iminispier — веко), с помощью суффиксов (Peu-eriz — отец, Peu-ors — дядя по отцу, Peu-earrez — библейский патриарх, Peu-earzet — патриарх как церковный титул) и приставок (Phazur — дед, Kulz-phazur — предок; Enpholianz — епископ, Arrez-enpholianz — архиепископ).
Лексика языка представляется априорной, однако грамматика сходна с латинской.
Цель создания языка остаётся нам неизвестна. Также не установлено, был ли кто-либо помимо Хильдегарды знаком с ним. В XIX веке некоторые полагали, что язык задумывался как «идеальный» и универсальный, однако в настоящее время считается, что он должен был оставаться тайным и воспринимался автором как плод божественного вдохновения. Так или иначе, после смерти Хильдегарды никто не сохранял знания о её языке.

## Текст на Lingua Ignota
Единственный дошедший до нас текст на Lingua Ignota имеет следующее содержание:
O orzchis Ecclesia, armis divinis praecincta, et hyacinto ornata, tu es caldemia stigmatum loifolum et urbs scienciarum. O, o tu es etiam crizanta in alto sono, et es chorzta gemma.
Выделенные слова — лексические единицы Lingua Ignota, остальные же являются латинскими. Из пяти слов лишь loifol («люди») входит в упомянутый выше глоссарий; наличие ещё четырёх — свидетельство того, что лексика Lingua Ignota не исчерпывалась 1011 словами.